# Donte Brangman
Donte Brangman, né le 26 juin 1994, est un footballeur international bermudien jouant au poste d'arrière droit.

## Biographie

### En sélection
En juin 2019, il est retenu par le sélectionneur Kyle Lightbourne afin de participer à la Gold Cup organisée aux États-Unis, en Jamaïque et au Costa Rica.